# Đỗ Việt Anh
Đỗ Việt Anh (sinh ngày 6 tháng 4 năm 1964) là một chính trị gia người Việt Nam. Ông hiện là Chủ tịch Ủy ban Mặt trận Tổ quốc Việt Nam tỉnh Ninh Bình khóa 10 nhiệm kì 2014-2019. Ông là đảng viên Đảng Cộng sản Việt Nam.

## Xuất thân và giáo dục
Đỗ Việt Anh sinh ngày 6 tháng 4 năm 1964.
Ông tốt nghiệp Đại học Công đoàn, có bằng Cao cấp lí luận chính trị.

## Sự nghiệp
Ngày 28 đến 30/7/2013, tại đại hội Công đoàn Việt Nam khóa 11, nhiệm kỳ 2013-2018, Đỗ Việt Anh, Chủ tịch Liên đoàn Lao động tỉnh Ninh Bình được bầu vào Đoàn Chủ tịch Tổng Liên đoàn Lao động Việt Nam khóa 11 nhiệm kì 2013-2018.
Ngày 1/8/2016, ông được bầu giữ chức vụ Chủ tịch Ủy ban Mặt trận Tổ quốc Việt Nam Việt Nam tỉnh Ninh Bình, thay thế ông Trần Hồng Quảng. Lúc này ông là Tỉnh ủy viên - Chủ tịch Liên đoàn Lao động tỉnh Ninh Bình.